# 龙眼柯
龙眼柯（学名：Lithocarpus longanoides）为壳斗科柯属的植物，为中国的特有植物。分布在中国大陆的云南、广西、广东等地，生长于海拔500米至1,200米的地区，多生在山坡及山谷常绿阔叶林中，目前尚未由人工引种栽培。